# Verzorgingsplaats Hespelaar
Verzorgingsplaats Hespelaar is een Nederlandse verzorgingsplaats, gelegen aan de zuidzijde van de A59 in de richting Serooskerke-Oss tussen afritten 32 en 33 in de gemeente Oosterhout.
Aan de overzijde van de snelweg ligt verzorgingsplaats Steelhoven. 
Richting Oss: De Tille · Keizershof · Den Hoek · Hespelaar · Labbegat · De Lucht
Richting Serooskerke: De Geffense Barrière · De Sprang · Steelhoven · Streepland · Bazius · De Fendert · De Tille